# اريك وارد
اريك وارد (بالإنجليزية: Eric Ward)‏ هو لاعب كرة قدم أمريكية ولاعب كرة القدم الكندية أمريكي، ولد في 12 أبريل 1987 في أتلانتا في الولايات المتحدة.

## وصلات خارجية
- اريك وارد على موقع JustSportsStats.com (الإنجليزية)